# 오카자키역
오카자키역(일본어: 岡崎駅 오카자키에키[*])은 일본 아이치현 오카자키시에 있는 도카이 여객철도, 아이치 환상 철도의 철도역이다.
아이치 환상 철도의 역은 ●01의 역번호가 붙어 있다.

## 역 구조
3면 5선 구조의 지상역으로, 단식 1면 1선 승강장은 아이치 환상 철도가 사용하고 있다. 도카이도 본선의 쌍섬식 승강장은 2·3번선이 본선이며, 1·4번선은 대피선으로 열차의 접속 등에 활용된다. 역사는 선상 구조로, 동서를 잇고 있다.
도카이 여객철도의 오카자키 역은 역장과 역무원이 배치된 직영역으로, 산가네역, 고다역, 니시오카자키 역을 관리하고 있다. 또한 TOICA 및 제휴 교통카드의 사용이 가능하다.

### 승강장
| 0   | ■ 아이치 환상 철도선 | -    | 신토요타 · 세토시 방면   |                   |
| 1·2 | ■ 도카이도 본선      | 상행 | 도요하시 · 하마마쓰 방면 |                   |
| 3·4 | ■ 도카이도 본선      | 하행 | 나고야 · 오가키 방면     | 일부 열차는 1번선 |

## 역세권 정보
- 오카자키시청사
- 국도 제248호선

## 역사
- 1888년 9월 1일 - 관설철도 (뒷날의 일본국유철도) 도카이도 본선 하마마쓰 역 ~ 오부 역 구간의 개통과 동시에 개업.
- 1970년 10월 1일 - 일본국유철도의 오카타 선 (뒷날의 아이치 환상 철도)이 개업.
- 1987년 4월 1일 - 민영화에 따라 도카이 여객철도의 소속이 되었다.
- 1988년 1월 31일 - 오카타 선이 아이치 환상 철도로 넘어갔다.
- 2006년 11월 25일 - TOICA의 사용이 개시되었다.

## 인접역
| 도카이 여객철도 도카이도 본선                                                                   | 도카이 여객철도 도카이도 본선   | 도카이 여객철도 도카이도 본선   |
| ----------------------------------------------------------------------------------------------- | ------------------------------- | ------------------------------- |
| 가마고리1 도요하시 방면                                                                         | ■ 홈라이너·특별쾌속·신쾌속·쾌속 | 안조 나고야·오가키 방면         |
| 고다2 도요하시 방면                                                                             | ■ 구간쾌속                      | 안조 나고야·오가키 방면         |
| 고다 도요하시 방면                                                                              | ■ 보통                          | 니시오카자키 나고야·오가키 방면 |
| 아이치 환상 철도선                                                                              |                                 |                                 |
| 시·종착역                                                                                       | 일반                            | 무쓰나 고조지 방면              |
| 1: 일부 신쾌속·쾌속 열차는 고다역에 정차한다. 2: 구간쾌속은 고다 방면으로는 모든 역에 정차한다. |                                 |                                 |